# Olivier Sarr

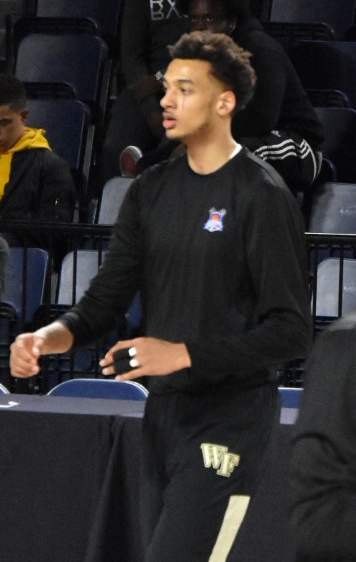
Olivier Sarr, 2017.

Olivier Sarr, född 20 februari 1999 i Niort, är en fransk professionell basketspelare (C) som spelar för Toronto Raptors i National Basketball Association (NBA). Han har tidigare spelat för Oklahoma City Thunder.
Sarr blev aldrig NBA-draftad.
Innan han blev proffs studerade Sarr först vid Wake Forest University och spelade för deras idrottsförening Wake Forest Demon Deacons. Han blev senare överförd till University of Kentucky för spel i Kentucky Wildcats.
Han är bror till Alexandre Sarr.